# Paz de Vasvár

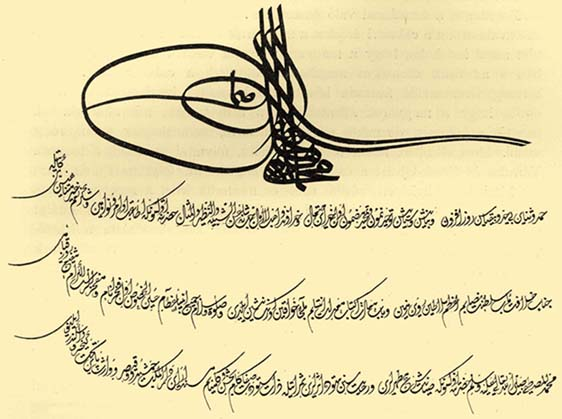
La Paz de Vasvár (versión turca)

La Paz de Vasvár o Paz de Eisenburg fue un tratado firmado el 27 de septiembre de 1664 entre la Monarquía Habsburgo de Austria y el Imperio otomano tras el sitio de Leva y la batalla de San Gotardo y que concluyó la guerra austro-turca de 1663-1664. La paz duró aproximadamente veinte años, hasta 1683, cuando una escaramuza en las fronteras de ambos imperios desencadenó una contienda que llevó el segundo sitio de Viena.
Al momento de la firma de la paz, la Monarquía Habsburgo parecía estar en una mejor posición militar que el Imperio otomano. En lugar de mantener la iniciativa y aprovechar el momento, las negociaciones se entablaron, se detuvo la lucha y se firmó la paz. Algunos grupos dentro de la monarquía insistieron en seguir la contienda, en especial croatas y húngaros, en parte porque gran parte de su territorio se encontraba en manos otomanas y vieron la guerra como una oportunidad de recuperar sus tierras. Las familias nobles croatas Zrinski y Frankopan vieron el tratado como una súplica a los otomanos, ya que debían devolverle los territorios que acababan de ser liberados de manos otomanas como parte de las condiciones, algunos de los cuales les pertenecían desde antes de la conquista. Esto causó conflictos internos e inestabilidad en la monarquía que finalmente culminaría con la rebelión de las dos familias nobles croatas y los nobles húngaros acaudillados por Francisco Rákóczi I en contra del rey de Hungría (en ese entonces también emperador de los estados germanos de la monarquía).
Con este tratado de paz, el Sacro Imperio Romano Germánico reconoció al otomano el control de Transilvania y de Nové Zámky, además se comprometió a pagarle indemnizaciones de guerra. Se concede a Leopoldo I los condados de Satu Mare (Carei) y el de Szabolcs (Nyíregyháza) y se le permite construir la fortaleza de Leopoldov.
Esta fue la única vez que el rey francés, un aliado tradicional de los otomanos desde el rey Francisco I de Francia, luchara contra los turcos. Fue, también, uno de los mayores factores de la decisión de los Habsburgo de hacer la guerra a los otomanos, ya que las tierras en los Países Bajos y los estados alemanes e italianos del imperio se encontraban bajo la amenaza francesa.